# Кизилкайин (Аксуський район)
Кизилкайи́н (каз. Қызылқайың) — село у складі Аксуського району Жетисуської області Казахстану. Входить до складу Єсебулатовського сільського округу.
У радянські часи село називалось Кизил-Каїн.
Населення — 127 осіб (2021; 253 у 2009, 271 у 1999, 359 у 1989).